# كازوكو سوماتسو
كازوكو سوماتسو (باليابانية: 沢松和子) مواليد 5 يناير 1951 في نيشينومايا، هي لاعبة كرة مضرب يابانية سابقة. هي إحدى بطلات الجراند سلام.

## بطولات حققتها
- دورة رولان غاروس الدولية
- بطولة ويمبلدون

## النهائيات

### الزوجي (الألقاب 1)
| الحصيلة | السنة | البطولة  | الشريك    | المنافس في النهائي     | النتيجة في النهائي |
| ------- | ----- | -------- | --------- | ---------------------- | ------------------ |
| الفوز   | 1975  | ويمبلدون | آن كيمورا | فرانسواز دور بيتي ستوف | 7–5, 1–6, 7–5      |

## روابط خارجية
- كازوكو سوماتسو على موقع رابطة محترفات التنس (الإنجليزية)
- كازوكو سوماتسو على موقع الاتحاد الدولي لكرة المضرب (الإنجليزية)
- كازوكو سوماتسو على موقع كأس بيلي جين كينغ (الإنجليزية)
- كازوكو سوماتسو على موقع بطولة ويمبلدون (الإنجليزية)
- كازوكو سوماتسو على موقع خلاصة التنس.كوم (الإنجليزية)